# Волмирштет (Округ Берде)
Волмирштет (њем. Wolmirstedt) град је у њемачкој савезној држави Саксонија-Анхалт. Једно је од 35 општинских средишта округа Берде. Према процјени из 2010. у граду је живјело 12.334 становника. Посједује регионалну шифру (AGS) 15083565.

## Географски и демографски подаци
Волмирштет се налази у савезној држави Саксонија-Анхалт у округу Берде. Град се налази на надморској висини од 50 метара. Површина општине износи 54,3 km². У самом граду је, према процјени из 2010. године, живјело 12.334 становника. Просјечна густина становништва износи 227 становника/km².